# Hampton (Maryland)
Hampton es un lugar designado por el censo ubicado en el condado de Baltimore, Maryland, Estados Unidos. Según el censo de 2020, tiene una población de 5180 habitantes.
En los Estados Unidos, un lugar designado por el censo (traducción literal de la frase en inglés census-designated place, CDP) es una concentración de población identificada por la Oficina del Censo de los Estados Unidos exclusivamente para fines estadísticos.
La zona es a menudo considerada una subdivisión de la cercana localidad de Towson o un barrio de la ciudad de Baltimore.

## Geografía
Está ubicado en las coordenadas 39°25′29″N 76°33′59″O / 39.42472, -76.56639 (39.424788, -76.566473).

## Demografía
Según la Oficina del Censo, en 2000 los ingresos medios de los hogares eran de $95,546 y los ingresos medios de las familias eran de $100,240. Los hombres tenían ingresos medios por $75,518 frente a los $42,479 que percibían las mujeres. Los ingresos per cápita para la localidad eran de $43,850. Alrededor del 1.8% de la población estaba por debajo del umbral de pobreza.
De acuerdo con la estimación 2016-2020 de la Oficina del Censo, los ingresos medios de los hogares son de $153,268 y los ingresos medios de las familias son de $157,112. Los ingresos per cápita en los últimos doce meses, medidos en dólares de 2020, son de $ 66,395.  Alrededor del 2.0% de la población está por debajo del umbral de pobreza.